# Samuel Clemann
Samuel Clemann (* 14. August 1972 in Bern) ist ein ehemaliger Schweizer Poolbillardspieler. In seinen aktiven Jahren von 1992 bis 2000 gewann er zahlreiche nationale und internationale Turniere. 2000 verabschiedete er sich vom Profisport und wechselte in die Privatwirtschaft, wo er später die Unternehmen Clemann-Aviation und FINA Finanzplanung gründete.

## Karriere
Die Karriere von Samuel Clemann startete 1989 mit dem dritten Platz bei der Schülereuropameisterschaft im 9-Ball, dem zwei Jahre später in Sankt Petersburg der Junioreneuropameistertitel in der Disziplin 14/1 endlos folgte. Ab 1992 wurde er zu einem der ersten Schweizer Billard-Vollprofis und war überwiegend in der Disziplin 9-Ball erfolgreich. Von 1992 bis 1999 gewann er in der Schweiz über 100 nationale und regionale Turniere. Die Schweizer Meisterschaft konnte er 21 Mal für sich entscheiden.
Auf dem internationalen Parkett erzielte Samuel Clemann folgende Erfolge:
- Goldmedaille im Jahr 1995 am Euro-Tour-Turnier Brandy Branca – Italian Open in Italien.[4]
- Silbermedaillen an den Euro-Tour-Turnieren Russian Open 1999 und Spain Open 1998 (1998 gelangte er zudem in den Halbfinal bei den Polen Open).[4]
- Bronze an den Japan Open in Osaka 1996.
- An den Europameisterschaften gewann er 1999 Silber und 2000 Bronze in der Disziplin 9-Ball.[5] Zudem holte er mit dem Schweizer-Herrenteam Bronze in den Jahren 1993, 1994 und 1996.[6]

## Unternehmerische Tätigkeit
Nach der Europameisterschaft im April 2000 verabschiedete sich Samuel Clemann vom Profisport und ist seither in der Finanzbranche tätig. 2017 gründete er zusammen mit seiner Frau Nadine Clemann das Finanzberatungsunternehmen  FINA Finanzplanung AG. Zudem gründete er 2013 aufgrund seiner Leidenschaft zur Fliegerei die  Clemann-Aviation GmbH.

## Privatleben
Clemann ist verheiratet, hat zwei Kinder und wohnt in Niederscherli im Kanton Bern.